# Robert Johnson (Club)

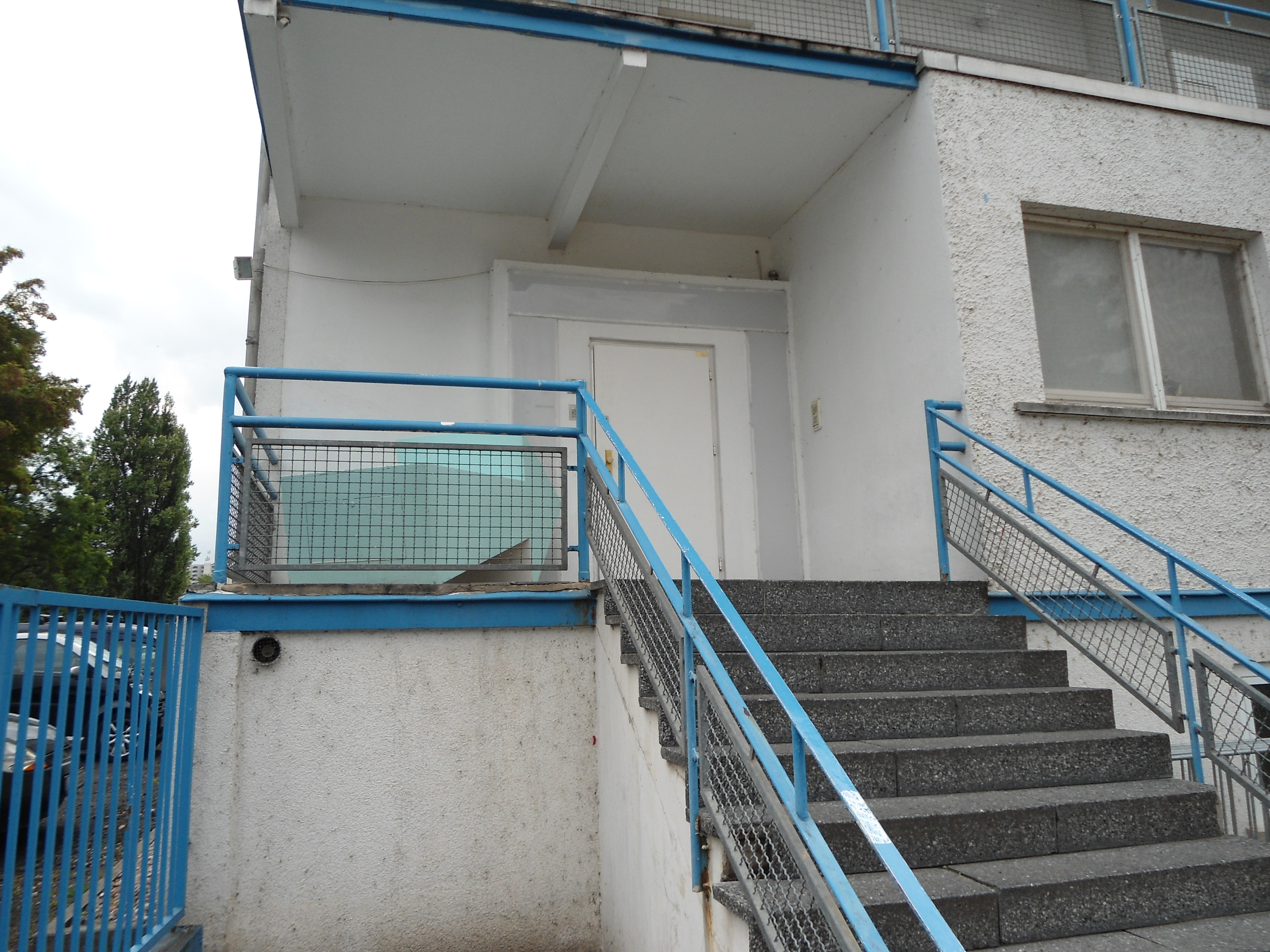
Eingang zum Robert Johnson tagsüber

Das Robert Johnson (auch kurz Johnson) ist ein Techno-Club im Offenbacher Stadtteil Kaiserlei, der 1999 von Ata Macias und Sebastian Kahrs auf Initiative von Heiner Blum eröffnet wurde. Der Club wurde nach dem Bluesmusiker Robert Johnson benannt. Beim Groove Reader’s Poll 2017 erreichte der Club Platz 3.

## Geschichte
Ein besonderes Merkmal an diesem Club war 2007/2008, dass die DJs vor den Partys nicht mehr angekündigt wurden. Damit sollte vermieden werden, dass sich das Publikum durch bestimmte bekannte DJs selektierte. Dem liegt die schon in den 1990er Jahren von der Gruppierung Underground Resistance in der Technoszene etablierte Philosophie zu Grunde, dass die Musik, die der DJ auflegt, und nicht sein Name oder seine Reputation bestimmend sein sollten. Zu diesem Zweck wurde kein Programm mit Namen veröffentlicht, sondern auf der Homepage nur Hörproben bereitgestellt. Diese Gewohnheit wurde ab April 2008 beendet, da durch das unangekündigte Programm Gerüchte über das Line-Up des Abends aufkamen, die nicht stimmten. Dadurch kam es zustande, dass viele Besucher mit falschen Erwartungen in den Club gingen und durch das tatsächliche Line-Up enttäuscht wurden. Seitdem wird das Programm wieder über den E-Mail-Newsletter am Monatsanfang bekanntgegeben, während sich auf der Homepage nach wie vor Hörproben befinden.
Ata Macias und die schon verstorbenen DJs Heiko M/S/O und Andrew Wetherall gehören zu den ersten Resident-DJs des Clubs. Unter den Gast-DJs waren in den ersten Jahren Künstler wie Sven Väth, Roman Flügel und Ricardo Villalobos vertreten. Bekannt ist das Robert Johnson auch wegen der inoffiziellen Afterhours, die nach der jährlichen Veranstaltung Love Family Park stattfinden.
Ein weiteres Merkmal ist, dass das Interieur (Anordnung der Ausstattungsstücke wie Sitzkästen, Bar, Trennwand) zwischen den Veranstaltungen regelmäßig verändert wird.
Seit 2010 finden unregelmäßig Theorie-Veranstaltungen „zum Thema Clubkultur, Produktion und Rezeption elektronischer Musik“ im Robert Johnson statt, die von Heiner Blum im Rahmen seines Instituts für Klangforschung geleitet werden. 
Im Jahr 2010 nahm der Musiker Matthew Herbert verschiedene Hintergrundgeräusche während eines Club-Abends im Robert Johnson auf. Aus den Aufnahmen entstand später das Konzeptalbum One Club.
Bis ins Jahr 2023 sind internationale und deutsche Größen der elektronischen Musik zu Gast wie etwa Dixon, Jimi Jules, Âme, Gerd Janson uvm. Als Label-Kurator ist Flo Reinke alias Horkheimer zuständig. Im Jahr 2023 hat das Robert Johnson sein 24-jähriges Jubiläum gefeiert.

## Live At Robert Johnson
Anlässlich des zehnjährigen Jubiläums erschienen seit Mitte des Jahres 2009 auf dem eigens dafür ins Leben gerufenene Label Live At Robert Johnson neben einigen Singles eine gleichnamige Mix-CD-Reihe. 
- 2009: Chloé – Live At Robert Johnson Vol.1
- 2009: Prins Thomas – Live At Robert Johnson Vol. 2
- 2009: Ivan Smagghe – Live At Robert Johnson Vol. 3
- 2010: Gerd Janson & Thomas Hammann – Live At Robert Johnson Vol. 4
- 2010: Roman Flügel – Live At Robert Johnson Vol. 5
- 2010: Arto Mwambe – Live At Robert Johnson Vol. 6
- 2011: Ata – Live At Robert Johnson Vol. 7
- 2011: Dixon – Live At Robert Johnson Vol. 8

Ebenfalls 2010 erschien mit Live At Robert Johnson – Limited Edition Box 1–4 eine limitierte Compilation, welche die ersten vier Alben in einer Box zusammenfasst.